# Žlučník
Žlučník, též žlučový měchýř, lat. vesica fellea či vesica biliaris, je vakovitý orgán hruškovitého tvaru uložený na spodině jater, sloužící ke skladování a úpravě žluči, která v játrech vzniká.

## Anatomie
Je uložený ve žlučníkové jámě na spodní ploše pravého jaterního laloku a je 8–12 cm dlouhý. Jeho objem je 30–80 ml. Anatomicky se dělí na tři části: dno, fundus vesicae biliaris, směřuje dopředu a dolů, asi o 1 cm přesahuje volný okraj jaterní a naléhá břišní stěnu v místě, kde pravá medioklavikulární čára protíná žeberní oblouk. Místo, kde se dno žlučníku promítá na břišní stěnu, se dá najít také na místě styku pravého přímého břišního svalu a chrupavky pravého devátého žebra, nebo pomocí pomyslné čáry probíhající z předního horního kyčelního trnu skrz pupek směrem nahoru, dno žlučníku je v místě, kde tato čára protíná okraj žeberního oblouku. Dno plynule přechází v tělo žlučníku, corpus vesicae billiaris, které leží ve žlučníkové jámě a seshora je kryté dolní plochou pravého laloku jater, dolní plocha je volná. Tělo se směrem nahoru zužuje a přechází v infundibulum, přechodnou oblast mezi tělem a krčkem žlučníku, collum vesicae billiaris. Krček žlučníku je 5–7 mm dlouhý a přechází do vývodu žlučníku, ductus cysticus. Ten je součástí žlučových cest, ústí do hlavního žlučovodu (ductus choledochus), jímž se žluč dostává do dvanáctníku.
Naplněný žlučník je hmatný.
Krevní zásobení žlučníku zajišťuje především a. cystica, větev jaterní tepny. Menší cévy vstupují do žlučníku z jater přes žlučníkovou jámu. Odkysličená krev je odváděna žlučníkovou žílou v. cystica, která se vlévá do vrátnicové žíly. Ve stěně žlučníku se nacházejí lymfatické cévy, které odvádějí mízu do mízní uzliny při krčku žlučníku. Z těch se míza dostává do uzlin doprovázejících hlavní žlučovod.
Žlučník je bohatě inervovaný, a to jak parasympatickými nervy z větví bloudivého nervu, tak sympatickými vlákny z ganglií ggl. coeliaca.

## Stavba stěny
Stěna žlučníku je složena ze tří vrstev:
- Sliznice je složena v četné síťovité řasy, což umožňuje roztahování orgánu při náplni. Je vystlán jednovrstevným cylindrickým epitelem tvořeným cholecystocyty. Tyto buňky mají sekreční a resorbční funkci. Slizniční vazivo je tvořeno řídkým kolagenním vazivem, tunica muscularis mucosae a podslizniční vazivo chybí.[5]
- Svalová vrstva je tvořená snopci hladké svaloviny. Svalová vlákna probíhají podélně, cirkulárně i šikmo, ale netvoří žádné uspořádané vrstvy. Zvlášť dobře je vyvinutá v oblasti krčku a dna žlučníku.[5]
- Vnější vrstva je tvořena subserózou a serózou. Z jater přechází na žlučník pobřišnice a povléká jeho volnou plochu.[1]

## Histologie:
Stěnu žlučníku tvoří tunica mucosa, tunica muscularis a tunica serosa.

### Tunica mucosa
Sliznice vytváří řasy, které jsou patrné zejména v prázdném žlučníku, protože jejich výška je závislá na množství obsahu žlučníku. Místy se utváří vchlípeniny, které připomínají kapsy a zasahují až do tunica muscularis. Tyto dutinky se nazývají Rokitanského – Aschoffovy sinusy.
Na celém povrchu sliznice je žlučník vystlán jednovrstevným cylindrickým epitelem s mikroklky, který je vybaven spojovacími komplexy. V epitelových buňkách se hojně vyskytují mitochondrie. Buňky epitelu dokáží vylučovat v malé míře hlen. Mimoto jsou schopny vstřebávat vodu a tím napomáhají ke koncentrování žluči. Podle této funkce můžeme říct, že se jedná o resorpční epitel. Při krčku žlučníku se v jeho stěně objevují mucinózní žlázy, které odpovídají za většinu hlenu ve žluči.
Lamina propria mucosae se skládá z řídkého kolagenního vaziva.

### Tunica muscularis
Svalová vrstva je tenká a hladké svalové buňky jsou orientovány cirkulárně. Svalovina je důležitá pro vylučování žluči, svalové stahy jsou vyvolány cholecystokininem a autonomním nervovým systémem.

### Tunica serosa
Žlučník je k játrům připoután tlustou vazivovou vrstvou, proto nemá serosní povlak, ale adventicii. Protilehlá strana je kryta typickou serosní vrstvou.

## Funkce žlučníku

Mechanismus zahušťování žluči ve žlučníku

Při zavřeném Oddiho svěrači v ústí hlavního žlučovodu do střeva produkovaná žluč teče nahoru a je hromaděna ve žlučníku. Přechází do něj asi polovina veškeré vytvořené žluči. Epitelové buňky žlučníku mají schopnost účinné resorbce vody: na jejich bazolaterální straně se nachází Na+/K+ ATPázová pumpa, která odčerpává sodné ionty pryč z výstelky žlučníku. Zároveň epitel vyměňuje sodné ionty uvnitř žlučníku za kationt vodíku. Koncentrace sodíku uvnitř žlučníkové žluči tak klesá a osmoticky z něj uniká voda, čímž se žluč až 12× zahušťuje. Vylučovaný kationt vodíku reaguje s HCO3− za vzniku oxidu uhličitého a vody. Dochází také k mírnému snížení pH žlučníkové žluči.
Vyprazdňování žlučníku je řízeno autonomními nervy: sympatikus snižuje stahy žlučníku a zvyšuje tonus Oddiho svěrače, parasympatikus působí naopak, podporuje stahy žlučníku a uvolnění svěrače. Vyprazdňování žlučníku je podmíněno i hormonálně, především hormonem cholecystokininem. Žluč ze žlučníku se dostává do střeva po příjmu potravy, především takové, která obsahuje tuk.

## Žlučník u zvířat
Žlučník u zvířat může a nemusí být vytvořený. Zpravidla nechybí masožravcům. Nechybí žádným příčnoústým, obojživelníkům, ani plazům, má ho většina paprskoploutvých ryb, a většina ptáků, chybí však u pštrosů, nanduů, holubů a papoušků. Obvyklá je přítomnost žlučníku také u savců. Nemají ho někteří hlodavci, kytovci, chobotnatci a koně.

## Galerie

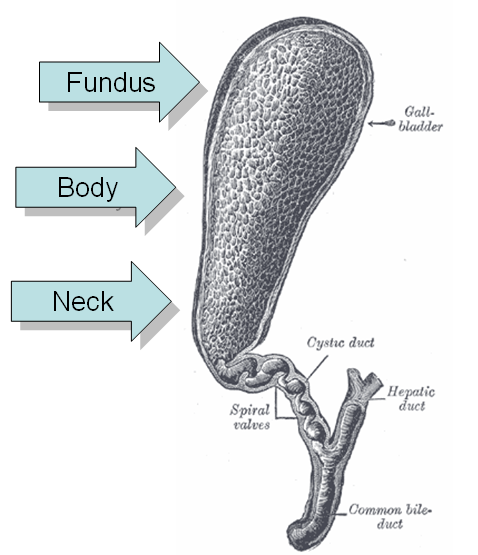
Jednotlivé části žlučníku
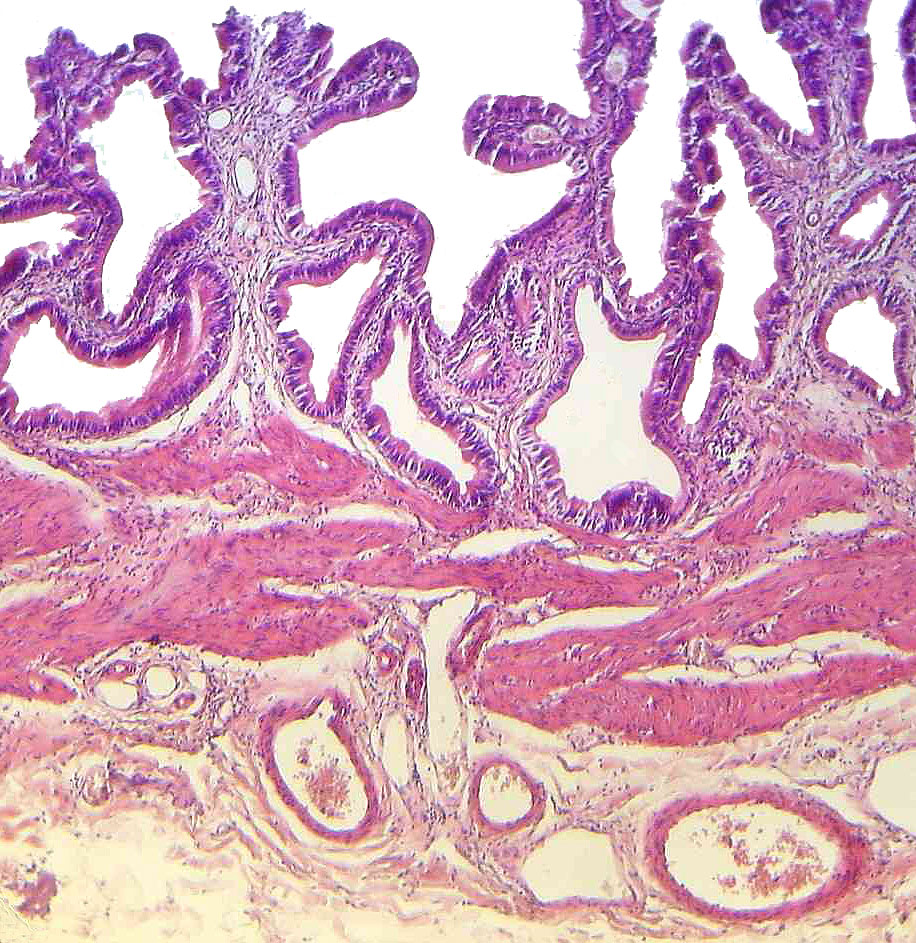
Řez stěnou žlučníku pod světelným mikroskopem, barveno hematoxylin-eosinem
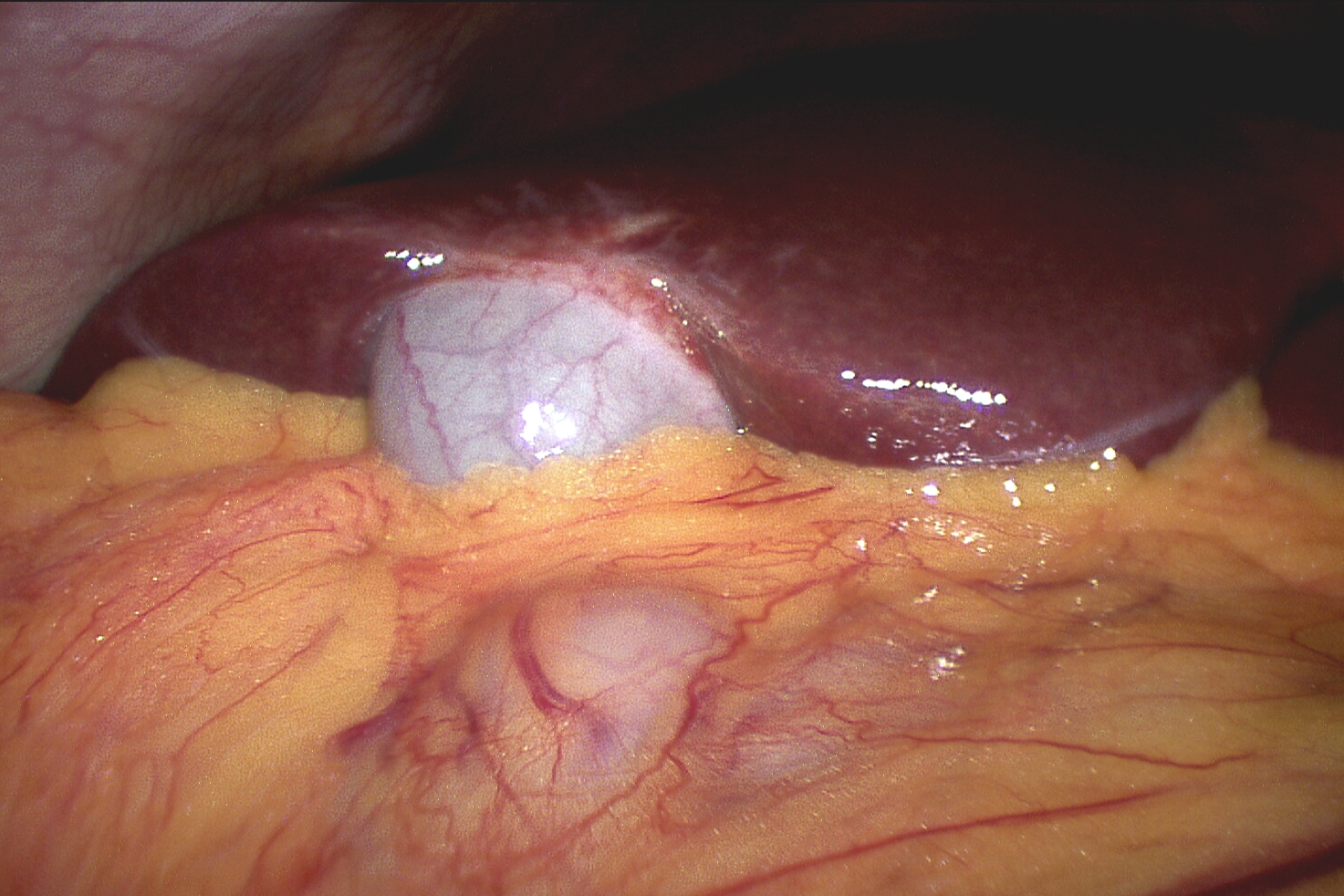
Dno žlučníku viděno při laparoskopii
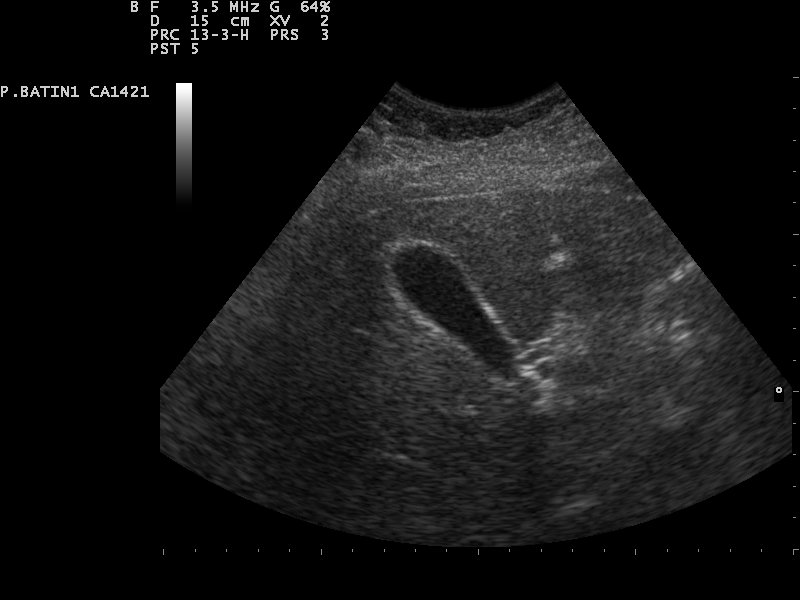
Anechogenní ("černá") dutina žlučníku patrná při sonografickém vyšetření

## Onemocnění žlučníku a žlučových cest
- žlučové kameny (lat. cholelitiáza)
- zánět žlučníku (lat. cholecystitida)
- zánět žlučových cest (lat. cholangitida)
- nádory žlučníku a žlučových cest - méně časté, ale velmi závažné
- funkční poruchy žlučníku - narušená pohyblivost žlučníku nebo žlučových cest